# Google Code Search
O Google Code Search era um serviço de busca, em fase experimental, que Google lançou em Outubro de 2006. O serviço consistia em fazer buscas dos mais diversos tipos de códigos-fonte para programação, através da internet.
O código estava disponível para pesquisa em diversos formatos, incluindo tar.gz, .tar.bz2, .tar, .zip, e repositórios CVS e Subversion.

## Buscas
Como nem todos softwares têm seus códigos-fonte distribuídos livremente, devido empresas de grande porte, como Microsoft, Adobe e outras, não os disponibilizarem, o sistema de busca de códigos da Google encontrava softwares livres, com suas respectivas licenças.

### Expressões Regulares
O site permitia o uso de Expressões Regulares nas pesquisas.